# Archidiocèse de Korhogo
 (mars 2019).
L'archidiocèse métropolitain de Korhogo (latin : Korhogoën(sis)) est l'un des quatre archidiocèses de Côte d'Ivoire et le siège de la province ecclésiastique de Korhogo. Les diocèses suffragants sont Katiola et Odienné.

## Histoire
Le 28 juin 1895, la préfecture apostolique de Korhogo est créée par démembrement de la Préfecture apostolique de la Côte d'Ivoire.
Le 15 mai 1952, la préfecture apostolique de Korhogo est supprimée et remplacée par le vicariat apostolique Katiola, qui devient le diocèse de Katiola en 1955. Il faut attendre le 15 octobre 1971 pour que le diocèse de Korhogo soit créé par démembrement du diocèse de Katiola.
Le 12 décembre 1994, le pape Jean-Paul II élève le diocèse au rang d'archidiocèse métropolitain, lui attribuant deux suffragants : Katiola et Odienné, ce dernier ayant été créé le même jour à partir d'une partie des territoires du diocèse de Korhogo et d'autres diocèses.

## Siège
Le siège de l'archidiocèse est la Cathédrale Saint-Jean-Baptiste de Korhogo.

## Diocèses suffragants
- Katiola
- Odienné